# تراصوتی

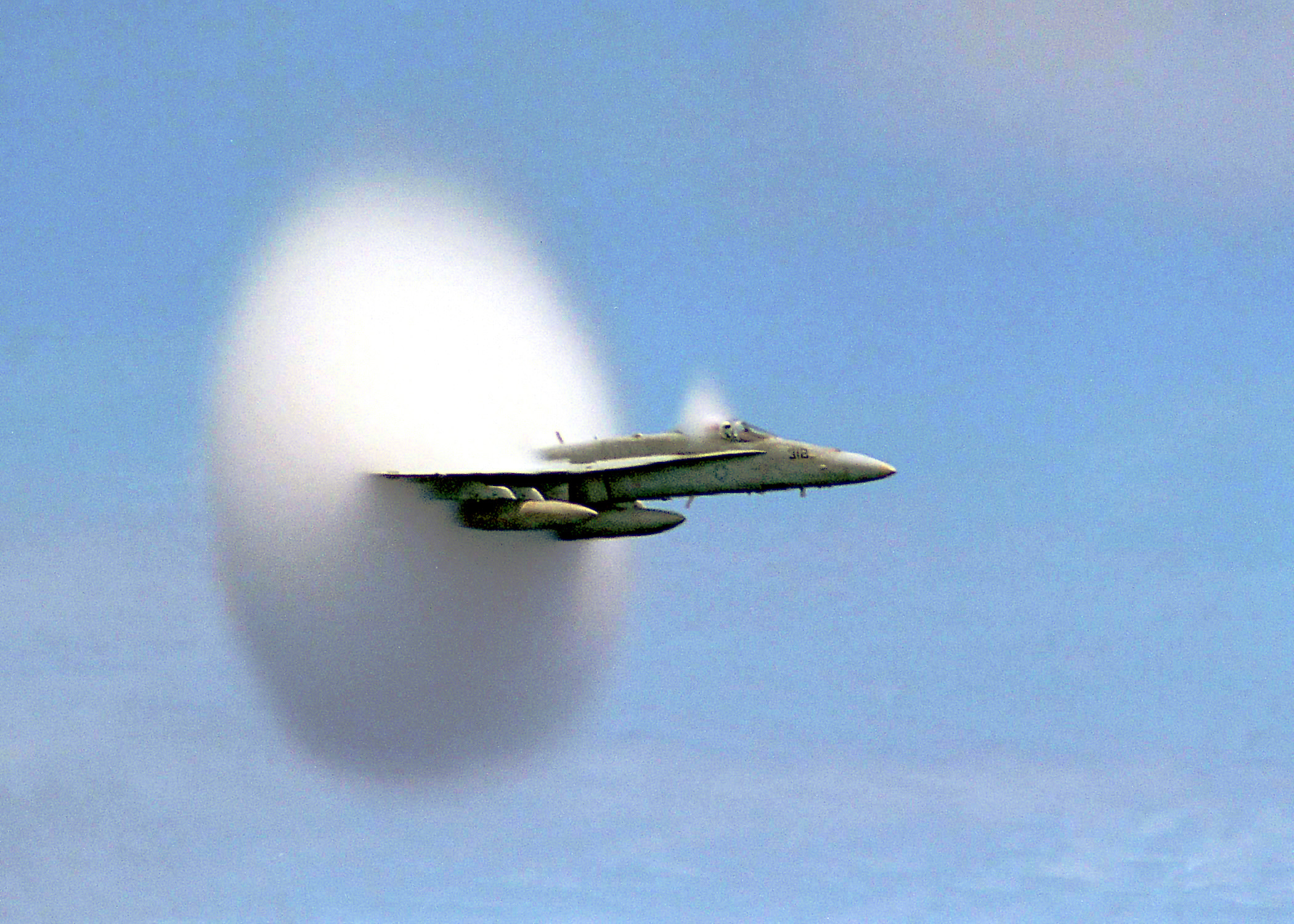
شواهد تراکم آیرودینامیکی فن‌های انبساط ابَرصوتی در پیرامون هواپیمای تراصوتی مک‌دانل داگلاس اف/ای-۱۸ هورنت

الگوهای شارش تراصوتی بر روی یک ماهی‌واره که الگوهای جریان در عدد ماخ بحرانی و بالاتر از آن را نشان می‌دهد.

شارش تراصوتی (انگلیسی: Transonic) جریان هوا در اطراف یک جسم با سرعتی است که نواحی جریان هوای زیرصوتی و ابَرصوتی در اطراف آن جسم را ایجاد می‌کند. مقدار دقیق گستره تراصوتی به عدد ماخ بحرانی جسم بستگی دارد، اما جریان تراصوتی در سرعت‌های پرواز نزدیک به سرعت صوت (۳۴۳ متر بر ثانیه در سطح دریا) و معمولاً بین ۰٫۸ و ۱٫۲ ماخ دیده می‌شود. گاهی جسمی که دارای سرعتی معادل سرعت صوت باشد را هَماصوتی می‌نامند.
موضوع سرعت تراصوتی (یا منطقه تراصوتی) اولین بار در طول جنگ جهانی دوم پدیدار شد. خلبانان متوجه شدند که با نزدیک شدن به دیوار صوتی، جریان هوا باعث ناپایدار شدن هواپیما می‌شود. کارشناسان دریافتند که امواج ضربه‌ای می‌تواند باعث جدایش جریان در مقیاس بزرگ در پایین دست شود، که این باعث افزایش کشش، اضافه شدن عدم تقارن و ناپایداری در جریان اطراف هواگرد می‌شود. پژوهش‌هایی در مورد تضعیف امواج ضربه‌ای در پرواز تراصوتی از طریق استفاده از اجسام ضد ضربه و ماهی‌واره‌های ابَربحرانی انجام شده است.

## طبقه‌بندی بازه‌های عدد ماخ
اگرچه اصطلاحات «زیرصوتی» (subsonic) و «ابَرصوتی» (supersonic) به‌ترتیب معمولاً به سرعت‌های زیر و بالاتر از سرعت محلی صوت اشاره می‌کنند، دانشمندان آیرودینامیک اغلب از این اصطلاحات برای اشاره به محدوده خاصی از مقادیر عدد ماخ استفاده می‌کنند. هنگامی که یک هواگرد به سرعت‌های تراصوتی (حدود ۱ ماخ) نزدیک می‌شود، وارد یک دسته‌بندی خاص می‌گردد. تقریب‌های معمول بر پایه معادلات ناویه–استوکس است که برای طرح‌های زیرصوتی به خوبی کار می‌کنند، ولی به دلیل اینکه حتی در جریان آزاد، برخی از قسمت‌های جریان به صورت محلی از ۱ ماخ فراتر می‌روند، این تقریب‌ها شروع به شکستن می‌کنند؛ بنابراین، روش‌های پیچیده تری برای مدیریت این رفتار پیچیده مورد نیاز است.
دسته‌بندی «ابَرصوتی» (supersonic) معمولاً به مجموعه ای از اعداد ماخ اطلاق می‌شود که که برای آن می‌توان از نظریه خطی استفاده کرد؛ برای مثال، در جایی که شار هوا) واکنش شیمیایی ندارد و جایی که انتقال گرما بین هوا و حامل ممکن است به‌طور منطقی در محاسبات نادیده گرفته شود. به‌طور کلی ناسا، سرعت فرابرین‌صوتی (High-Hypersonic) را به عنوان هر عدد ماخ از ۱۰ تا ۲۵ و سرعت ورود مجدد را هر مقدار بالاتر از ۲۵ ماخ تعریف می‌کند. از جمله فضاپیماهای فعال در این دسته‌بندی عدد ماخ، کپسول‌های فضایی بازگشتی سایوز و اسپیس‌اکس دراگن، شاتل فضایی سابقاً فعال، فضاپیماهای مختلف در حال توسعه با قابلیت استفاده مجدد مانند استارشیپ اسپیس‌اکس و الکترون راکت لب و همچنین هواپیماهای (نظری) فضایی است.
در جدول زیر، به‌جای معانی معمول «زیرصوتی» و «ابَرصوتی» به «محدوده‌های مقادیر ماخ» اشاره شده است.
| دسته‌بندی                          | عدد ماخ   | سرعت                                                                                | ویژگی‌های عمومی | هواگرد | موشک/کلاهک |
| --------------------------------- | --------- | ----------------------------------------------------------------------------------- | --- | --- | --- |
| زیرصوتی (Subsonic)                | [۰٫۸–۰)   | <۶۱۴ مایل بر ساعت (۹۸۸ کیلومتر بر ساعت؛ ۲۷۴ متر بر ثانیه)                           | اغلب هواپیماهای توربوفنملخ محور و تجاری با بال‌های با نسبت ابعاد بالا (باریک)، و ویژگی‌های گرد مانند دماغه و لبه‌های جلویی. محدوده سرعت زیرصوتی آن محدوده سرعتی است که در آن تمام جریان هوا روی هواپیما کمتر از ۱ ماخ است. عدد ماخ بحرانی (Mcrit) کمترین عدد ماخ جریان آزاد است که در آن جریان هوا در هر قسمت از هواگرد ابتدا به ۱ ماخ می‌رسد؛ بنابراین محدوده سرعت زیرصوتی شامل تمام سرعت‌هایی است که کمتر از عدد ماخ بحرانی هستند. | همه هواگردهای تجاری | — |
| تراصوتی (Transonic)               | [۱٫۲–۰٫۸) | ۶۱۴–۹۲۱ مایل بر ساعت (۹۸۸–۱٬۴۸۲ کیلومتر بر ساعت؛ ۲۷۴–۴۱۲ متر بر ثانیه)              | هواگردهای تراصوتی تقریباً همیشه دارای بال خمیده هستند که واگرایی کششی و ماهی‌واره‌های ابَربحرانی را تا شروع کشش موج به تأخیر می‌اندازد و اغلب طرح‌هایی را نشان می‌دهد که به اصول قاعده مساحت ویتکامب پایبند هستند. محدوده سرعت تراصوتی محدوده ای از سرعت است که در آن جریان هوا در قسمت‌های مختلف هواگرد بین سرعت‌های زیرصوتی و ابَرصوتی است؛ بنابراین بازه پرواز از عدد ماخ بحرانی تا ۱٫۳ ماخ را محدوده تراصوتی می‌نامند. - نورثروپ ایکس-۴ بنتم (۰٫۹ ماخ) | — | |
| ابَرصوتی (Supersonic)              | [۵–۱٫۲)   | ۹۲۱–۳٬۸۳۶ مایل بر ساعت (۱٬۴۸۲–۶٬۱۷۳ کیلومتر بر ساعت؛ ۴۱۲–۱٬۷۱۵ متر بر ثانیه)        | محدوده سرعت ابَرصوتی آن محدوده سرعتی است که در آن تمام جریان هوا بر روی هواگرد، ابَرصوتی (بیش از ۱ ماخ) است. اما جریان هوا که با لبه‌های جلویی برخورد می‌کند در ابتدا کند می‌شود، بنابراین سرعت جریان آزاد باید کمی بیشتر از ۱ ماخ باشد تا اطمینان حاصل شود که تمام جریان روی هواپیما ابَرصوتی است. معمولاً پذیرفته شده است که محدوده سرعت ابَرصوتی با سرعت جریان آزاد بیشتر از ۱٫۳ ماخ شروع می‌شود. هواگردهایی که برای پرواز با سرعت‌های ابَرصوتی طراحی شده‌اند، به دلیل تفاوت‌های اساسی در رفتار شارهای بالاتر از ۱ ماخ، تفاوت‌های زیادی را در طراحی آیرودینامیکی خود نشان می‌دهند. تیز بودن لبه‌ها، بخش‌های ماهی‌واره‌ای باریک و همه پیش‌بال‌های متحرک رایج است. هواگردهای نظامی مدرن برای حفظ سرعت پایین باید سازگار باشند؛ طرح‌های ابَرصوتی «واقعی» که عموماً بال‌های دلتایی را در خود دارند، نادرتر هستند. | - نورث امریکن ایکس‌بی-۷۰ والکیری (۳ ماخ) - لاکهید اس‌آر-۷۱ بلک‌برد (۳ ماخ) - BAC/Aérospatiale کنکورد (۲ ماخ) - توپولف تو-۱۴۴ (۲ ماخ)             | — |
| برین‌صوتی (Hypersonic)             | [۱۰–۵)    | ۳٬۸۳۶–۷٬۶۷۳ مایل بر ساعت (۶٬۱۷۳–۱۲٬۳۴۸ کیلومتر بر ساعت؛ ۱٬۷۱۵–۳٬۴۳۰ متر بر ثانیه)   | پوسته‌ای از جنس نیکل یا تیتانیم سرد شده، بال‌های کوچک. به دلیل غلبه بر اثرات تداخلی، به جای مونتاژ از اجزای مجزا که به‌طور مستقل طراحی شده‌اند، طراحی بسیار یکپارچه است. در این نوع طراحی، تغییرات کوچک در هر یک از اجزاء باعث تغییرات بزرگ در جریان هوا در اطراف سایر اجزا می‌شود که به نوبه خود بر رفتار آنها تأثیر می‌گذارد. نتیجه این است که هیچ جزء را نمی‌توان بدون دانستن اینکه چگونه همه اجزای دیگر بر تمام جریان هوا در اطراف کشتی تأثیر می‌گذارند طراحی کرد و هر گونه تغییر در هر یک از اجزا ممکن است نیاز به بازطراحی همه اجزای دیگر به‌طور همزمان داشته باشد. | - نورث امریکن ایکس-۱۵ (۶٫۷ ماخ) - ناسا ایکس-۴۳ (۹٫۶ ماخ) - بوئینگ ایکس-۵۱ (۵ ماخ) - WZ-8 (5 ماخ)                                              | - BrahMos-II (۸ ماخ) - موشک کینژال (۱۰ ماخ) - 3M22 Zircon (۸–۹ ماخ) - DF-ZF (۵–۱۰ ماخ) - HSTDV (۶ ماخ) - Hwasong-8 (۶–۱۰ ماخ) |
| فرابرین‌صوتی (High-Hypersonic)     | [۲۵–۱۰)   | ۷٬۶۷۳–۱۹٬۱۸۰ مایل بر ساعت (۱۲٬۳۴۸–۳۰٬۸۶۷ کیلومتر بر ساعت؛ ۳٬۴۳۰–۸٬۵۷۴ متر بر ثانیه) | کنترل حرارتی به یک طرح غالب تبدیل می‌شود. سازه یا باید طوری طراحی شود که گرم کار کند، یا با کاشی‌های سیلیکاتی مخصوص یا موارد مشابه محافظت شود. جریان واکنش شیمیایی همچنین می‌تواند با اکسیژن آزاد اتمی که در جریان‌های با سرعت بسیار بالا وجود دارد، باعث خوردگی پوست حامل شود. طراحی‌های برین‌صوتی اغلب به دلیل افزایش گرمایش آیرودینامیکی با کاهش شعاع انحنا دارای پیکربندی‌های پَخ هستند. | - 53T6 (۱۷ ماخ) - HTV 2 (20 ماخ) - Agni-V (۲۴ ماخ) - دی‌اف-۴۱ (۲۵ ماخ) - آوانگارد (موشک) (۲۷–۲۰ ماخ)                                           | |
| سرعت‌های بازورود (Re-entry speeds) | ≥۲۵       | ≥۱۹٬۱۸۰ مایل بر ساعت (۳۰٬۸۷۰ کیلومتر بر ساعت؛ ۸٬۵۷۰ متر بر ثانیه)                   | دارای سپر حرارتی؛ بال کوچک یا بدون بال؛ شکل پَخ، مقاله کپسول بازورود را ببینید. | - مدارگرد شاتل فضایی (۲۲ ماخ) - بوران - بوئینگ ایکس-۳۷ (۲۵ ماخ) - CSSHQ (۲۵~ ماخ) - حمل‌کننده واسط آزمایشی (۲۲ ماخ) - عملیات پلامباب (۱۹۶ ماخ) | - آوانگارد (۲۷–۲۰ ماخ) |